# Dalsteinmetrobrug
De Dalsteinmetrobrug (brug 1604) is een bouwkundig kunstwerk in Amsterdam-Zuidoost.
Dit viaduct in de Gaasperplaslijn werd gebouwd in de periode 1972-1975. De stadsbebouwing was hier toen nog niet gearriveerd; het station werd gebouwd in weilanden.
Sier van Rhijn en Ben Spängberg werkend voor de Dienst der Publieke Werken, ontwierpen alle kunstwerken voor die metrolijn en dus ook voor deze overspanning. Het bestaat uit twee eensporige spoorbruggen. Het viaduct draagt het westelijk deel van het Metrostation Venserpolder, eveneens ontworpen door genoemd duo. Het maakte deel uit van het gedeelte Venserpolder – Diemen Zuid – Verrijn Stuartweg dat vervroegd werd aangelegd om te worden gebruikt als testbaan.
Het viaduct kreeg in 2017 haar naam; een vernoeming naar de Dalsteindreef die aan de zuidkant parallel aan de metrolijn loopt, op zich vernoemd naar een herenhuis in Rheden. Even ten noorden van deze metrobruggen ligt de Dalsteinspoorbrug, waarvan het eerste deel in dezelfde jaren werd gebouwd. Amsterdam kent ook de Venserpoldermetrobrug, onderdeel van metrostation Strandvliet, elders in de Venserpolder. Vanaf de opening staat tussen de metro- en spoorbruggen het beeld Kruis van Michel Somers.
<<< · 1601 · 1602 · 1603 · 1604 · 1605 · 1606 · 1607 · 1608 · 1609 · 1610 · 1611 · 1612 · 1613 · 1614 · 1615 · 1616 · 1617 · 1618 · 1619 · 1620 · 1621 · 1622 · 1623 · 1624 · 1625 · 1626 · 1627 · 1629 · 1630 · 1633 · 1634 · 1635 · 1636 · 1637 · 1638 · 1639 ·  1640 · 1641 · 1642 · 1643 · 1644 ·  1645 · 1646 · 1647 · 1648 · 1649 · 1650 · 1651 · 1652 · 1653 · 1654 · 1655 · 1656 · 1657 · 1658 · 1659 · 1660 · 1661 · 1662 · 1663 · 1664 · 1695 · 1696 · 1697 · >>>
Brugnummers  1600, 1628, 1632, 1665-1694, 1698, 1699 zijn niet vergeven. Brug 1631 is in 2019 gesloopt.